# Опочно (Пољска)
Опочно (пољ. Opoczno) град је у Пољској у Војводству лођском. По подацима из 2012. године број становника у месту је био 22.318.

## Становништво
| 2012.  |
| ------ |
| 22.318 |

## Партнерски градови
- Битча